# Gustavo Aguirre
Gustavo Aguirre (24 maggio 1953) è un ex cestista argentino.

## Carriera
Con l'Argentina ha disputato i Campionati mondiali del 1974, i Campionati americani del 1980 e due edizioni dei Giochi panamericani (Città del Messico 1975 e San Juan 1979).